# Campionato mondiale femminile di pallacanestro Under-19 1985
Il 1º Campionato mondiale femminile di pallacanestro Under-19 (noto anche come 1985 World Championship for Junior Women) si è svolto negli Stati Uniti d'America nella città di Colorado Springs, dal 13 al 21 agosto 1985.

## Classifica finale
| Campione del Mondo | Campione del Mondo | Campione del Mondo |
| --- | ------------------ | --- |
| Unione Sovietica under 194 Jevkova, 5 Chudašova, 6 Ksenzik, 7 Tornikidu, 8 Kuznecova, 9 Rejnikova, 10 Ovčarova, 11 Kafanova, 12 Gerlic, 13 Agafonnikova, 14 Proskurjakova, 15 Tusina, All. - |                    | |
| Argento | Corea del Sud      | Corea del Sud under 194 An, 5 Sin, 6 Choe, 7 Lee G., 8 Kim H., 9 Kim Y., 10 Lee Y., 11 Cha, 12 Lee E., 13 Seo, 14 Seong, 15 Park, All. Son Jeong-ung                                  |
| Bronzo | Jugoslavia         | Jugoslavia under 194 Vangelovska, 5 Pukšić, 6 Wild, 7 Nakić, 8 Petrović, 9 Alić, 10 Kalić, 11 Mujanović, 12 Počeković, 13 Listeš, 14 Arbutina, 15 Milošević, All. Vjećeslav Kavedžija |
| 4. | Cina               | Cina under 194 Xu, 5 Zhou, 6 Li D., 7 Sun, 8 Li Z., 9 Peng, 10 Zou, 11 Guo, 12 Li X., 13 Liu, 14 Wang, 15 Kwi, All. -                                                                 |
| 5. | Stati Uniti        | Stati Uniti under 194 Wimbish, 5 Bolton, 6 Scott, 7 Garner, 8 Jackson, 9 Beasley, 10 C. Jones, 11 Marsh, 12 Royster, 13 Orr, 14 A. Jones, 15 Bootz, All. Marianne Stanley             |
| 6. | Australia          | Australia under 194 Timms, 5 Elsdon, 6 Brondello, 7 Gliddon, 8 Cass, 9 McKay, 10 Vlahov, 11 Russell, 12 Gorman, 13 Pangrazio, 14 Slimmon, 15 Smith, All. Ray Tomlinson                |
| 7. | Spagna             | Spagna under 194 Castro, 5 Elías, 6 Pont, 7 Andorrá, 8 Vila, 9 Geuer, 10 Moreno, 11 Jiménez, 12 Messa, 13 Alonso, 14 Álvaro, 15 Ruiz, All. Chema Buceta                               |
| 8. | Canada             | Canada under 194 Holtmann, 5 St. Martin, 6 Kowal, 7 Cerny, 8 Lange, 9 Fowler, 10 Carson, 11 MacCormack, 12 Johnston, 13 Bot, 14 Hamilton, 15 Innes, All. -                            |
| 9. | Cuba               | Cuba under 194 León, 5 Noriega, 6 Henry, 7 Rivera, 8 Díaz, 9 Silva, 10 Pérez, 11 Giraud, 12 Cune, 13 Barrera, 14 Hernández, 15 Aldama, All. -                                         |
| 10. | Senegal            | Senegal under 194 K. Sali, 5 Fall, 6 S. Thiam, 7 Kamaka, 8 Diop, 9 A. Guege, 10 Ndoye, 11 Ndong, 12 F. Tall, 13 Mbengue, 14 Diatta, 15 Diène, All. -                                  |